# Dionizy Mikorski
Dionizy Mikorski herbu Ostoja (ur. 1752 w dworze Stępów, zm. po 1813) –  poseł wyszogrodzki na sejm grodzieński (1793). Syn Feliksa Antoniego i Anny ze Stępowskich, właścicieli Luszyna. Dionizy trzy lata przebywał na dworze Stanisława Augusta jako paź. Następnie pełnił trzyletnią służbę w wojsku pruskim. Po powrocie do kraju został podpułkownikiem. W 1776 ożenił się wbrew woli rodziców panny z Krosnowską, z którą się później rozwiódł. 
W 1794 został kawalerem Orderu Świętego Stanisława.